# Napaea
- Commons
- Wikispecies

Napaea L. é um género botânico pertencente à família Malvaceae.

## Espécies
| - Napaea crispa Moench - Napaea dioecia Hill - Napaea dioica L. - Napaea discolor Alef. - Napaea divaricata Alef. - Napaea hermaphrodita L. - Napaea incurva Moench | - Napaea laevis L. - Napaea latifolia Blanco - Napaea lobata Moench - Napaea palmata Moench - Napaea pulchella Alef. - Napaea rhombifolia Moench - Napaea scabra L. |

- «Lista completa»

## Classificação do gênero
| Sistema | Classificação                        | Referência               |
| ------- | ------------------------------------ | ------------------------ |
| Linné   | Classe Monadelphia, ordem Polyandria | Species plantarum (1753) |